# 国立台東大学
国立台東大学（こくりつたいとうだいがく、繁: 國立台東大學、英: National Taitung University）は、台湾台東市に位置する中華民国の国立大学である。教師育成を目的とした台湾省立台東師範学校が前身であり、現在でも教育学を中心とした教師育成教育を行い、台湾東部の中核大学として理工学院を設置するなど、総合大学への転換を図っている。

## 歴史
| 年     | 月日   | 事跡                                                                                            |
| ------ | ------ | ----------------------------------------------------------------------------------------------- |
| 1946年 | -      | 「台湾省立台東中学」及び「台湾省立台東女子中学」に「簡易師範科」を設置                          |
| 1948年 | 2月    | 「台湾省立台東中学」及び「台湾省立台東女子中学」が合併 「台湾省立台東師範学校」が開校           |
| 1969年 | 8月    | 「台湾省立台東師範専科学校」と改称 「普通科」と「国校体育師資科」（後に「体育科」と改称）を設置 |
| 1970年 | -      | 修業年数を4年から5年に延長                                                                      |
| 1987年 | 8月    | 「台湾省立台東師範学院」と改称                                                                  |
| 1991年 | 7月    | 「国立台東師範学院」と改称                                                                      |
| 2003年 | 8月1日 | 「国立台東大学」と改称                                                                          |

## 組織
| - 教育学院 - 教育学系/所 - 社会科教育学系/研究所 - 言語教育学系/修士課程 - 社会教育学系 - 自然科学教育学系 - 数学学系 - 体育学系 - 幼児教育学系 - 美術教育学系 - 特殊教育学系 - 音楽教育学系 - 児童文化研究所 | - 人文学院 - 華語文学系 - 情報管理系 - 英文学系 - 南島文化研究所 - 地域政策発展研究所 - 理工学院 - 情報工学系 - 生命科学研究所 |